# Roman Puchalski
Roman Puchalski (ur. 23 czerwca 1906 w Mostach Wielkich, zm. ok. września 1941 w okolicach Magadanu) – polski fotografik, lekkoatleta, narciarz. 

## Życiorys
Po przeprowadzce do Lwowa rozpoczął naukę w Gimnazjum, w roku 1930 ukończył studia w Wyższej Szkole Handlu Zagranicznego. Zasłynął jako lekkoatleta – amator. Pracował we Lwowie w Towarzystwie Kredytowym Ziemskim, następnie w Warszawie, w Ministerstwie Komunikacji. Członek Lwowskiego Towarzystwa Fotograficznego. Fotografował pejzaże górskie we wszystkich porach roku, w zimie specjalizował się w fotografowaniu narciarzy. Fotografował Lwów oraz architekturę innych miast. Był doskonałym portrecistą. Zdjęcia gór i krajobrazy w okresie międzywojennym publikował w pismach: „Wierchy”, „Turysta w Polsce”, „Ilustrowany Kuryer Codzienny” – dodatek specjalny FIS. W latach 1937–1939 opublikował ponad sto fotografii jako widokówki w Wydawnictwie Książnica Atlas. W pierwszych dniach wojny próbował razem z innymi emigrantami przedostać się do Rumunii. Uznany za polskiego oficera, został aresztowany koło Nadwórnej i wywieziony do północno-wschodniej Syberii. 
Zmarł w nieznanych okolicznościach w jednym z łagrów na Kołymskiej trasie.

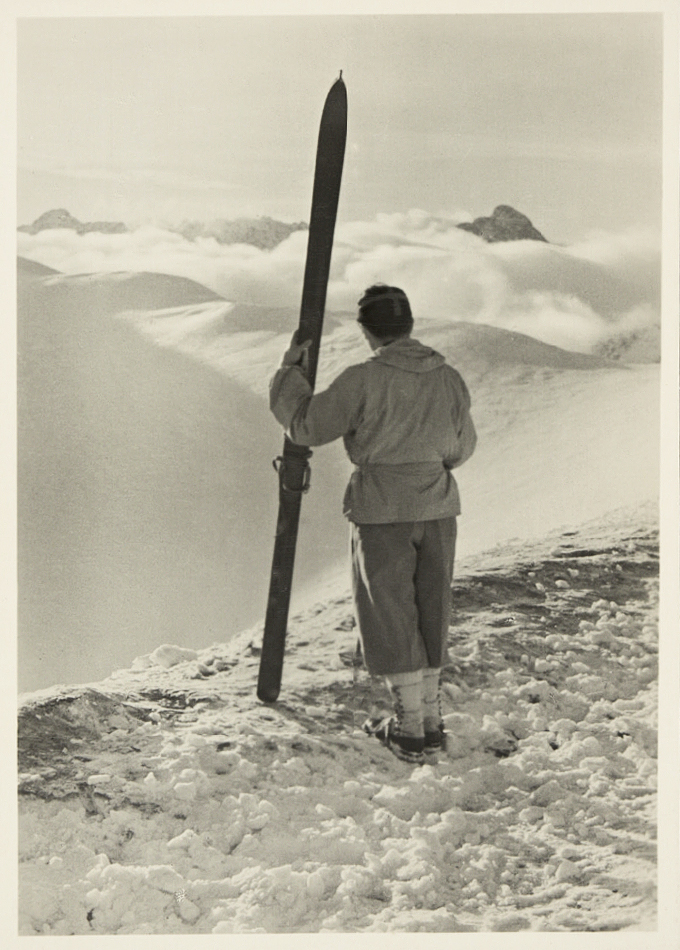
Tatry – na Kasprowym, widokówka autorstwa Romana Puchalskiego

## Rodzina
Fotografią i filmowaniem przyrody zajmował się młodszy brat Romana, późniejszy pionier polskiej fotografii przyrodniczej, Włodzimierz Puchalski (1909–1979), ucząc się początkowo fotografii od niego oraz ich ojciec Władysław Puchalski (ur. 26.06.1877, zm. ok. 1935) ziemianin, zawodowy oficer wojska, członek Lwowskiego Towarzystwa Fotograficznego.     

## Albumy i książki - prace zbiorowe
- Góry wołają, Wędrówka z obiektywem od Olzy do Czeremosz (reprint), tekst: Rafał Malczewski, Wydawnictwo Libra, Rzeszów 2011
- Góry wołają, Wędrówka z obiektywem od Olzy do Czeremosz, tekst: Rafał Malczewski, Tatrzańskie Towarzystwo Narciarzy w Krakowie, Kraków 1939
- Tatry, wstęp: Adam Zieliński, Tatrzańskie Towarzystwo Narciarzy, Kraków 1938
- Czarnohora, Bronisław Kupiec, Karpackie Towarzystwo Narciarskie, Lwów 1937
- Powiat Leski – Kraina szybowisk, Wydawnictwo Ministerstwa Komunikacji i Ligi Popierania Turystyki, Warszawa 1935
- Zima w Polsce. Karpaty Wschodnie, tekst: Adam Zieliński, Towarzystwo Krzewienia Narciarstwa, Kraków 1934